# Strelna
Strelna (russisch Стрельна) ist eine zu Sankt Petersburg (Russland) zählende Siedlung mit 12.452 Einwohnern (Stand 14. Oktober 2010). Sie liegt rund 20 Kilometer südwestlich des Petersburger Stadtkerns an der Südküste der Newabucht sowie unmittelbar östlich der ebenfalls zum Petersburger Stadtgebiet zählenden Stadt Peterhof. Strelna gehört zusammen mit Peterhof und Lomonossow zum Stadtrajon Petrodworez.

## Geschichte
Die erste Erwähnung Strelnas stammt aus dem Jahr 1500, womit der Vorort wesentlich älter ist als das Kerngebiet Sankt Petersburgs. Im 16. Jahrhundert stand das Dorf Strelna unter Nowgoroder Herrschaft, nach 1617 ging der Ort gemäß dem Frieden von Stolbowo an Schweden. Während des Großen Nordischen Kriegs Anfang des 18. Jahrhunderts konnte Russland unter Peter I. Strelna zusammen mit einem Großteil der ingermanländischen Gebiete zurückerobern. 1703 gründete Peter auf dem zurückeroberten Gebiet die neue Hauptstadt Sankt Petersburg, gleichzeitig wählte er das ehemalige Dorf Strelna als eine seiner Vorstadtresidenzen aus. 1707 entstand dort ein erster Palast aus Holz, ab 1715 wurde ein großer Landschaftspark für den russischen Zaren nach dem Vorbild der kurz zuvor errichteten Peterhofer Residenz angelegt. In den 1720er-Jahren wurde als zentrales architektonisches Element der neuen Anlage der heutige Konstantinpalast errichtet, allerdings verfolgte Peter der Große seine ursprünglichen Pläne, in Strelna ein großes Fontänenensemble nach dem Peterhofer Vorbild errichten zu lassen, nicht weiter.

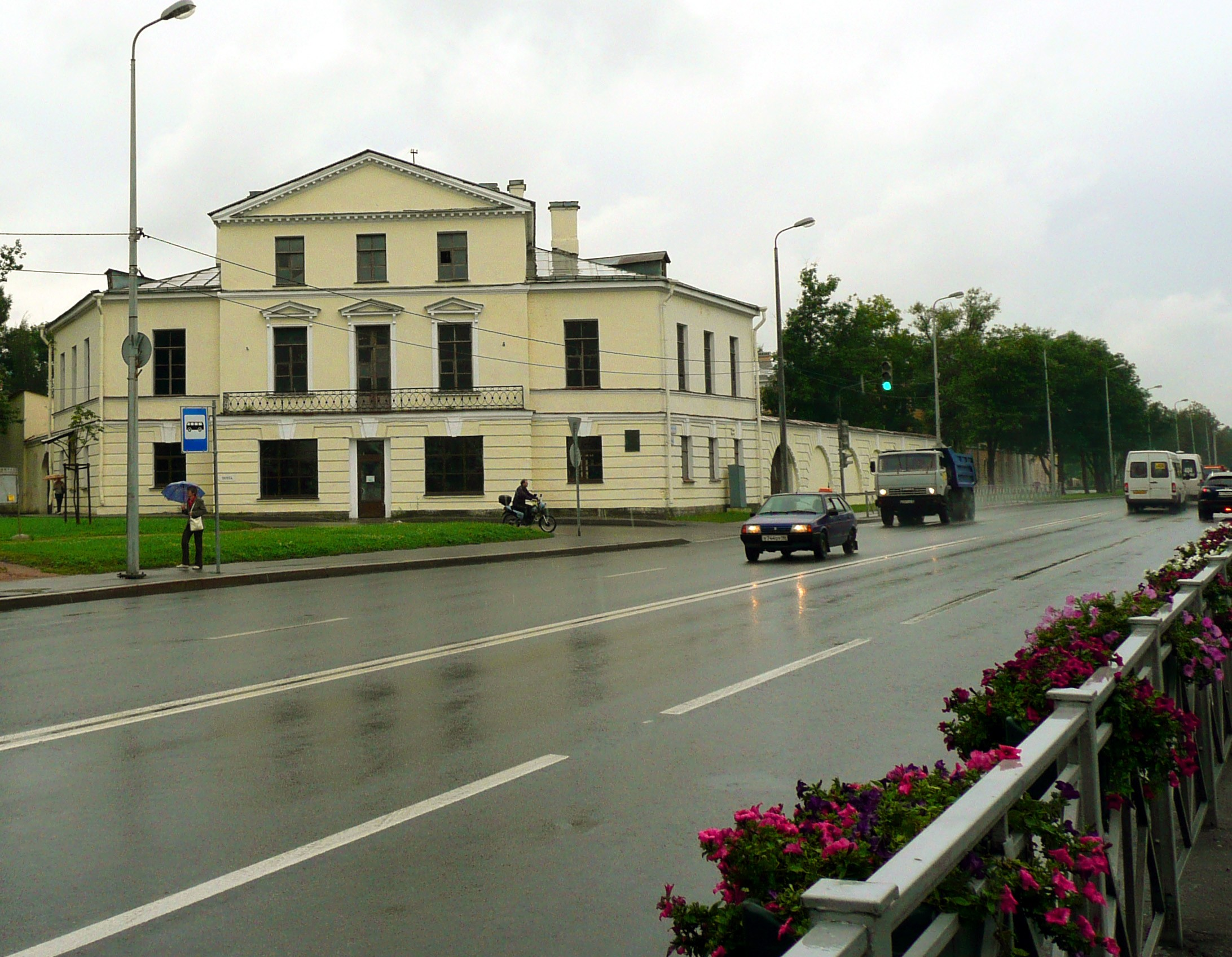
Die Peterhofer Chaussee in Strelna

1797 schenkte Kaiser Paul I. Strelna seinem zweiten Sohn Konstantin Pawlowitsch, nach dem der Landschaftspark und der Palast später benannt wurden. Ab 1847 wurde das Ensemble von Großfürst Konstantin Nikolajewitsch als Sommersitz genutzt. Noch bis zur Februarrevolution 1917 behielt Strelna den Status einer Kaiserresidenz. Zusätzlich entstand hier ab dem frühen 19. Jahrhundert eine bei wohlhabenden Petersburgern beliebte Datschengegend. Auch ließ Fürst Orlow in den 1830er-Jahren in Strelna einen weiteren Landschaftspark mit einem Palast bauen. Dieser Palast wurde im Deutsch-Sowjetischen Krieg (1941–1945), als Strelna von der Wehrmacht besetzt und als einer der Vorposten im Zuge der Belagerung Leningrads genutzt wurde, weitgehend zerstört. Andere Bauwerke wie der alte Palast Peter des Großen wurden ebenfalls beschädigt, konnten jedoch in der Nachkriegszeit wiederhergestellt werden.
1990 wurde das Ensemble von Strelna zusammen mit der Altstadt Sankt Petersburgs und dem Schloss Peterhof von der UNESCO als Weltkulturerbe anerkannt. Der Konstantinpalast, der nach dem Krieg eine Schule beherbergte, wurde pünktlich zu den Feierlichkeiten zum 300-jährigen Bestehen Petersburgs restauriert und dient seitdem unter anderem als eine Residenz des russischen Präsidenten. Der Ort Strelna ist seit 1997 als „munizipales Gebilde Strelna“ der Stadt Sankt Petersburg administrativ unterstellt.

## Bevölkerungsentwicklung
| Jahr | Einwohner |
| ---- | --------- |
| 1939 | 16.455    |
| 1959 | 16.797    |
| 1970 | 17.333    |
| 2002 | 12.751    |
| 2010 | 12.452    |

Anmerkung: Volkszählungsdaten

## Sehenswürdigkeiten

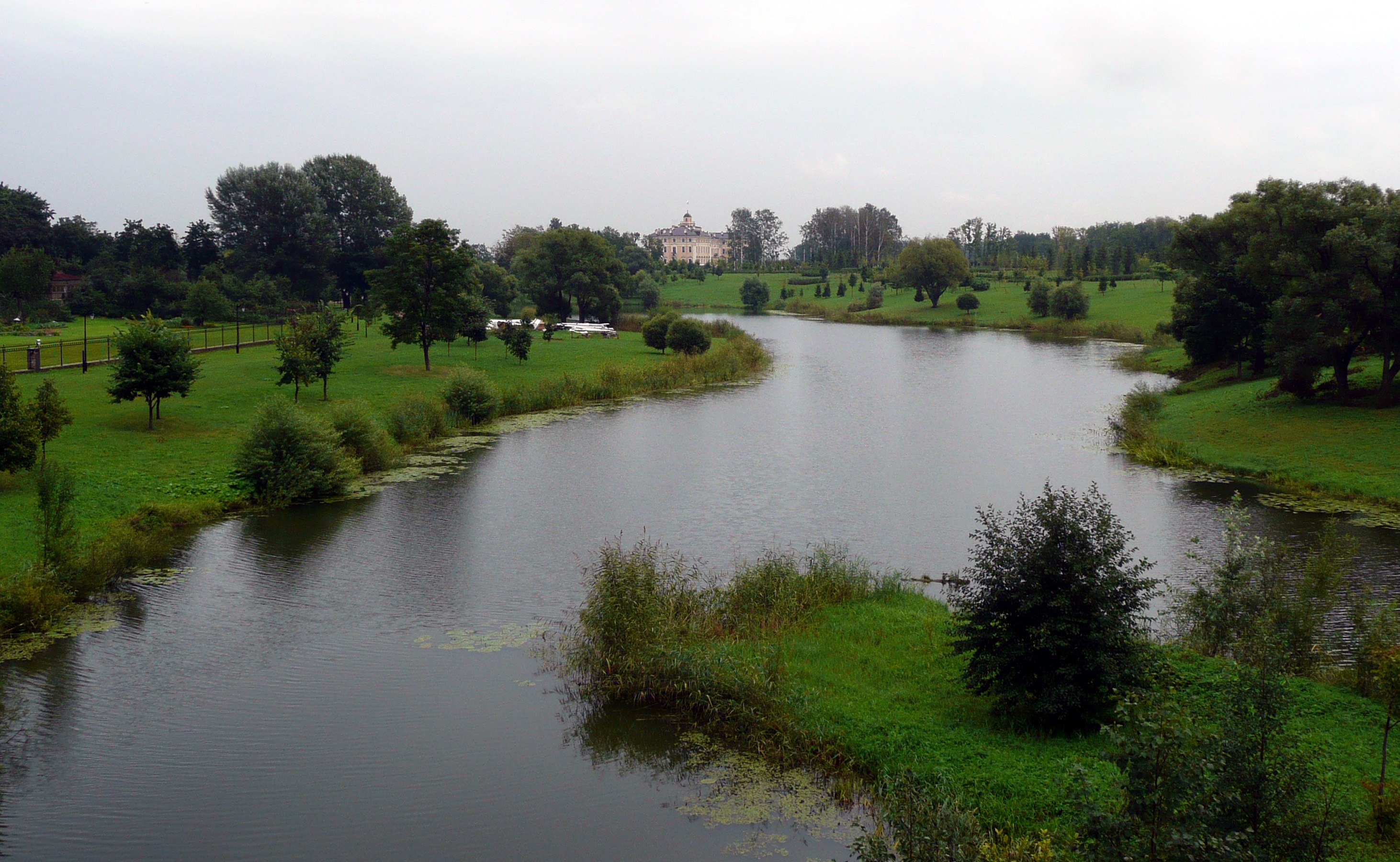
Schlosspark beim Konstantinpalast

- Altes Reisepalais Peter des Großen (1707)
- Konstantinpalast mit Schlosspark (1720er-Jahre, nach Entwurf von Nicola Michetti)
- Orlow-Palais (1839; nur als Ruine erhalten[2])
- Lwow-Palais (1839)
- Sergius-Kloster an der See (gegründet 1734; erhalten u. a.: Kirche des Ehrwürdigen Sergius von Radonesch (1854))

## Wirtschaft und Verkehr

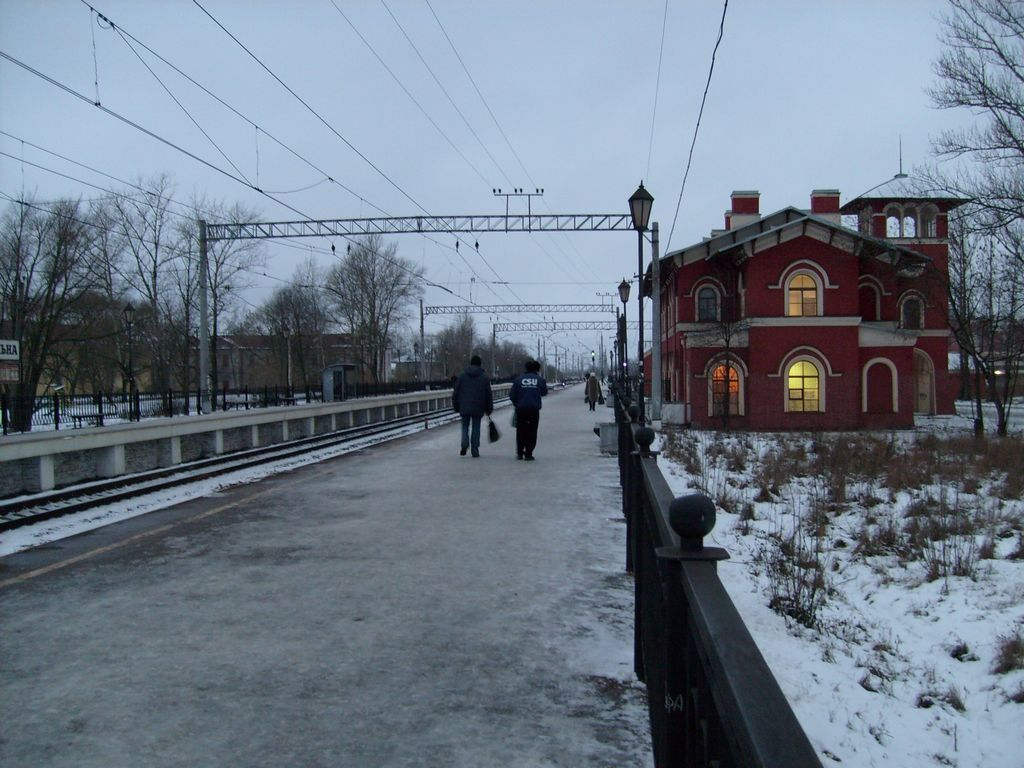
Bahnhof Strelna

Der wichtigste Industriebetrieb im Ort ist das Werk der BSH Bosch und Siemens Hausgeräte zur Herstellung von Kühlschränken, dessen erster Bauabschnitt 2006 fertiggestellt wurde. Es befindet sich in der ehemaligen deutschen Kolonie „Neudorf“, die 1810 gegründet wurde. Hier sollen in naher Zukunft weitere Unternehmen durch den Bau eines Technologieparks angesiedelt werden.
Strelna liegt an der „Peterhofer Chaussee“, die das Kerngebiet Petersburgs mit Peterhof und Lomonossow verbindet, ebenso an der parallel verlaufenden Eisenbahnstrecke, an der es in Strelna einen kleinen Bahnhof für Vorortzüge gibt, die zwischen dem Baltischen Bahnhof und Lomonossow verkehren. Darüber hinaus endet in Strelna eine Linie der Straßenbahn Sankt Petersburg. Diese Linie wurde 1915 als erste Überlandstraßenbahn Russlands erbaut.

## Persönlichkeiten
- Karl Wolfgang Rudolf von Reyher (1879–1950), Chirurg und Mediziner